# Исраилов, Ахлетдин Шукурович
Ахлидин Шукурович Исраилов (род. 16 сентября 1994, Кара-Суу) — киргизский футболист, полузащитник клуба «Нефтчи». Выступал за сборную Кыргызстана.

## Клубная карьера

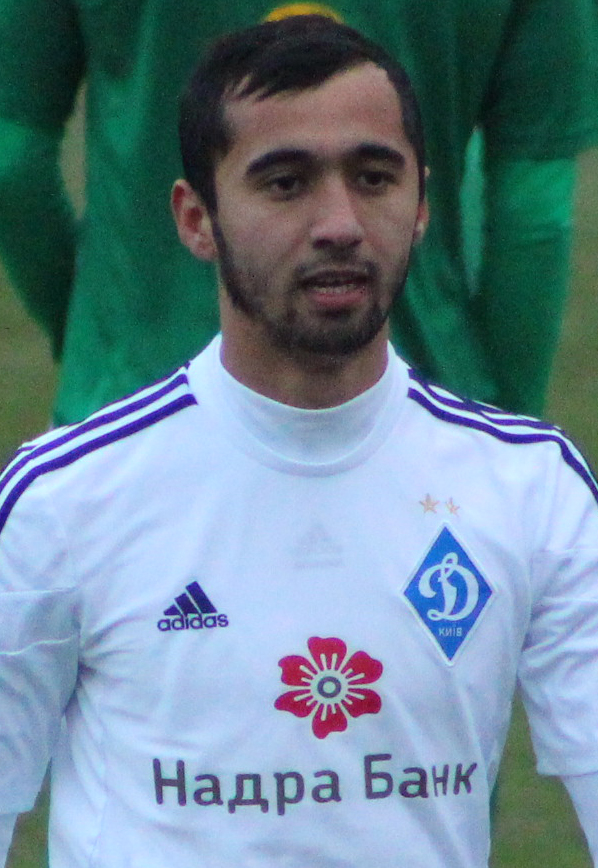
Исраилов в составе «Динамо-2» (2 ноября 2014)

Исраилов начал заниматься футболом в клубе «Абдыш-Ата».
В начале 2008 года 13-летнего футболиста на турнире юношеских сборных в России заметила селекция киевского «Динамо» и взяла в свою школу. С 2008 по 2011 год выступал в ДЮФЛ за киевское «Динамо». Неоднократно признавался лучшим игроком или нападающим в ходе юношеских турниров. Лучший нападающий ДЮФЛ (U-15) сезона 2008/09.
С лета 2012 года выступает за «Динамо-2». Дебютировал за вторую команду 15 октября 2012 в матче против «Николаева», который завершился поражением киевлян со счётом 1:2. 2 мая 2013 года Исраилов сделал дубль в матче с «Одессой», киевляне победили со счётом 3:0. Исраилов также сыграл оба матча плей-офф за выживание против свердловского «Шахтёра». За вторую динамовскую команду выступал до её расформирования в июне 2016 года. 20 июля того же года подписал контракт с одним из лидеров украинской первой лиги ФК «Черкасский Днепр». В составе черкасской команды провёл 7 матчей в турнире первой лиги, отличившись забитым мячом в ворота команды «Горняк-Спорт», а также принял участие в матче Кубка Украины «Балканы» — «Черкасский Днепр», в котором забил победный гол. В апреле 2017 года, по обоюдному согласию с клубом расторг контракт, после чего несколько месяцев находился без игровой практики. Лишь в октябре того же года Исраилов подписал соглашение с клубом «Нерока», выступающим во втором дивизионе чемпионата Индии.

## Сборная
Исраилов играл за молодёжную сборную Кыргызстана.
11 октября 2013 года 19-летний Исраилов дебютировал в национальной сборной Кыргызстана в товарищеском матче против сборной Кувейта, помог своей сборной одержать уверенную победу со счётом 3:0. Ахлетдин вышел в стартовом составе, проведя на поле 68 минут, после чего был заменён на Ильгара Набиева. В следующем товарищеском матче против Таджикистана забил свой дебютный гол. В товарищеском матче против Кувейта забил второй мяч, матч закончился со счётом 2:2.
Включён в состав сборной на кубок Азии 2019. 7 января забил первый гол Кыргызстана на кубках Азии в ворота Китая. На турнире принял участие во всех четырёх матчах своей команды и стал автором одного гола.